# Assetto (subacquea)

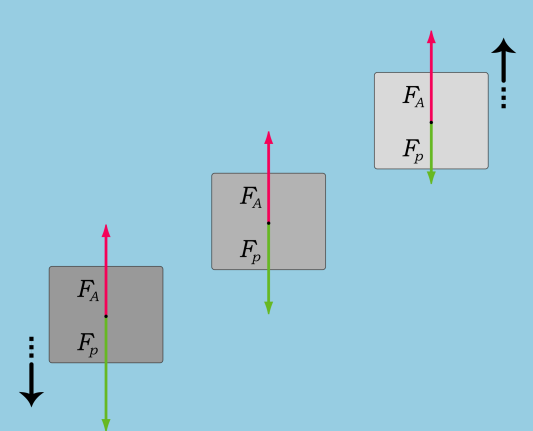
L'effetto del Principio di Archimede su un corpo immerso in un liquido.

L'assetto o assetto idrostatico in subacquea indica la tendenza alla variazione di quota di un subacqueo causata dal Principio di Archimede.
Si distinguono tre tipi di assetto che un sub può assumere:
- assetto positivo: tendenza del corpo a galleggiare, e quindi la sua densità è minore di quella del liquido stesso;
- assetto neutro: bilanciamento della spinta, il corpo rimane in posizione, densità uguale a quella del liquido;
- assetto negativo: tendenza del corpo ad affondare, quindi la densità è maggiore di quella del liquido.

Per gestire il proprio assetto il subacqueo deve considerare il peso e la densità della bombola, dell'attrezzatura, della muta subacquea e del tipo di acqua (dolce o salata) in cui si immergerà.
Per modificare il proprio assetto si può intervenire:
- aumentando la zavorra, in modo da aumentare anche il proprio peso specifico e ottenere una tendenza all'affondamento, oppure riducendola per ottenere l'effetto opposto;
- inspirando o espirando, variando quindi il proprio volume polmonare e alterando il volume dell'acqua spostata; un'espansione di 3 litri del volume polmonare corrisponde ad una spinta verso l'alto di circa 3 kg, cioè il peso di 3 litri dell'acqua in cui il subacqueo è immerso.
- gonfiando o sgonfiando il giubbotto ad assetto variabile; in particolare quest'ultimo è il metodo utilizzato per ricercare un assetto neutro, che consente di mantenere la profondità desiderata (con minime variazioni dovute alla respirazione) o leggermente negativo (in modo da effettuare un'immersione lenta e controllata.

## Il termine italiano per definire l'assetto
Non si tratta di assetto (traduzione in inglese corretta "trim") ma della galleggiabilità (che traduce correttamente il termine "buoyancy"). Sono più di 50 anni che i subacquei fanno confusione fra le due cose, non riuscendo poi a tradurre il termine "trim" adeguatamente. Dicono pertanto "un subacqueo inclinato con le pinne verso il basso o verso l'alto", non potendo usare "assetto" come si fa normalmente in fluidodinamica (positivo o negativo), aeronautica (cabrato o picchiato), nautica (appoppato o appruato). L'errore è tale che anche per il B.C.D. Buoyancy Compensator Device (Dispositivo di compensazione della galleggiabilità o, come usuale, giubbetto equilibratore) è utilizzato il termine G.A.V.: Giubbotto ad assetto variabile. Ancora peggio sembrerebbe andare in apnea dove il fatto che una zavorra resti costante o vari (perché viene lasciata sul fondo) diventa "assetto costante o assetto variabile". In realtà in questo specifico caso come "assetto" si può intendere "l'insieme dell'equipaggiamento" ed è utilizzabile, come avviene per "truppe in assetto di guerra" o "automobile in assetto sportivo".

## Zavorramento corretto
Si ha quando indossata tutta l'attrezzatura, con GAV sgonfio, in posizione verticale ed immobile, trattenendo un normale respiro il sub galleggia con l'acqua sotto il livello degli occhi, ed espirando affonda lentamente.